# Émile Eddé
Emile Eddé (àrab: إميل إده, Imīl Iddah) (Damasc, Imperi Otomà, 5 de maig de 1883-?, Líban, 27 de setembre de 1949) fou un advocat i home d'estat del Líban. Fou primer ministre (1929-1930) i president (1936-1941) i el líder polític fundador del Bloc Nacional Libanès. Va marcar la vida política del Líban durant la primera meitat del segle xx.

## Formació
Encara que era d'una família de Biblos, va néixer el 5 de maig de 1883 a Damasc (Síria), on sos pare i avi eren intèrprets al consolat de França. Va fer els seus estudis als pares jesuïtes a Beirut. Va seguir estudis de Dret a Ais de Provença (França) on va residir de 1902 a 1909. Tanmateix, no va poder sostenir la seva tesi de doctorat, ja que fou cridat d'urgència al Líban, a causa de l'estat de salut precari del seu pare.
Es va casar amb Laudi Georges Sursock el 1912 i va tenir tres fills Raymond (1913), Andrée (1917) i Pierre (1921).

## Militant per la independència del Líban
Abans la Primera Guerra mundial, Émile Eddé va participar en moviments reivindicant la independència del Líban. Diverses personalitats, havent pres part en aquestes reivindicacions o havent tingut contactes amb les potències aliades, van ser arrestats i penjats més tard. Émile Eddé, advertit a temps, va escapar tot just a la detenció i es va refugiar a Alexandria (Egipte).
A Egipte va participar, durant la Primera Guerra mundial, a la creació de la Legió d'Orient que era una unitat de l'exèrcit francès compost de voluntaris libanesos i sirians. En aquesta època va mantenir, a través del seu germà Joseph, que s'estava a París, contactes regulars amb les més altes personalitats franceses sobretot el president Raymond Poincaré.

## Professió
A la tornada a Beirut amb els francesos el 1918 va fundar un gabinet d'advocats i va esdevenir conseller dels consolats francès, britànic i italià així com d'importants societats tant llevantines com estrangeres establertes al Líban i a Síria. Es va imposar com el gabinet legal més prestigiós de Beirut. Diverses personalitats, sobretot Bishar Khalil al-Khoury, Camille Chamoun i Jawad Boulos, hi fan treballar. Fou bastoner de l'Ordre dels Advocats de Beirut de 1922 a 1923.

## Recorregut Polític
Al final de la Primera Guerra Mundial, va participar en la primera i la tercera delegacions i va ser el conseller de la segona delegació que van assistir a la Conferència de pau de París, per reclamar l'ampliació i la independència del Líban. Va participar en el Consell Representatiu del Mont Líban, creat pels francesos en lloc de l'antic Consell Administratiu otomà. Hi va insistir en els memoràndums presentats a les altes instàncies internacionals i franceses que es restitueixin els territoris interiors i les ciutats costaneres, separats del Líban el 1860. La majoria de la població hi era libanesa. Hi va reclamar la independència política del Líban en les seves fronteres històriques i geogràfiques. La conferència de pau de París va accedir a aquestes demandes i es va crear el Gran Líban.
Així, a la continuació d'aquests actes, va ocupar diverses responsabilitats durant la seva vida política. Va ser membre del Consell representatiu del Gran Líban (1922-1925); president interí d'aquest consell del 1925 al 1926, dissol per les autoritats mandatàries gràcies al recolzament de la majoria parlamentària a la seva candidatura a la plaça de governador del país; fou senador de 1926 fins a la supressió del senat el 1927; diputat de 1927 a 1936 i primer ministre de l'11 d'octubre de 1929 al 25 de març de 1930; i, en tant que diputat i a continuació primer ministre, va emprendre un vast moviment de reformes en tots els dominis administratiu, educatiu, jurídic, econòmic i financer, per un Líban nou. Aquestes reformes van tocar els interessos de certs conservadors i polítics intrigants que van suscitar fortes reaccions a la seva política que el van empènyer, en tant que primer ministre, a la dimissió. Un gran nombre d'aquests projectes han estat en aplicació fins als nostres dies.
El 1932 es va mostrar partidari de crear un estat autònom sota mandat francès al sud del Líban (de majoria xiïta) i cedir el nord amb capital a Trípoli i les terres cap al interior, de majoria musulmana, a Síria, per assegurar la majoria cristiana al país. En canvi volia mantenir la Bekaa i Beirut, ambdues zones àmpliament musulmanes però necessàries econòmicament.

## President de la República
El 20 de gener de 1936, amb el suport francès (que designaven un terç dels escons) va ser elegit President de la República Libanesa sota mandat francès si bé per un marge molt reduït (un sol vot) quan s'esperava una forta majoria. Va signar el 13 de novembre de 1936 el "Tractat d'Amistat i d'Aliança" amb França, acompanyat d'una « Convenció Militar », de cinc «Protocols » i d'un « Intercanvi de Cartes » en nombre de dotze. Aquest tractat va ser adoptat per unanimitat el 24 de novembre per la Cambra libanesa dels Diputats. Tanmateix, el govern francès es va obstinar a no ratificar-lo i encara menys a sotmetre'l a l'aprovació del parlament. Les cartes (nº 6 i 6 bis) intercanviades a l'ocasió d'aquest tractat s'havien considerat com la base jurídica de la repartició equitativa de les funcions entre les diferents comunitats en l'Administració libanesa. I, a continuació d'aquestes cartes intercanviades de l'Acord, es va nomenar un sunnita (Khayreddin al-Ahdab) com primer ministre (5 de gener de 1937); això va esdevenir una tradició que es va confirmar en el que seria el Pacte Nacional que es va pactar el 1926 i que el 1943 van posar en marxa Bishar Khalil al-Khoury i el sunnita Riyad al-Sulh quan van arribar al poder.
El juny de 1940 França va quedar en mans del govern de Vichy i Líban i Síria van quedar sota el seu control. La crisi econòmica va afectar el Líban quan es van perdre els mercats i els proveïments amb el tancament de la frontera amb la Palestina britànica; la branca siriana de la companyia Iraquiana del Oleoducte de Petroli va fer fallida; la inflació es va disparar i la manca de productes fou important; es van produir diversos aldarulls a Alep i Damasc; els tancs francesos van sortir al carrer; els disturbis es van estendre al Líban el març de 1941 forçant al president Eddé a dimitir com a president el 4 d'abril de 1941; la presidència fou ocupada interinament per Pierre-Georges Arlabosse i al cap de sis dies l'alt comissionat francès va nomenar president a Alfred Naqqache. L'alt Comissionat Henri Dentz va instaurar el racionament i va prendre mesures econòmiques urgents de planificació i pagaments, però el juny els britànics i francesos lliures van envair el país i el van dominar en pocs dies. Eddé fou sospitós d'haver col·laborat amb el govern de Vichy però no fou perseguit. Dos presidents van governar el país sota el general Georges Catroux (Naqqache que fou confirmat i Ayoub Tabet, fins que el nou alt-comissionat Jean Helleu va nomenar a Petro Trad per preparar el restabliment del règim constitucional i celebrar eleccions legislatives. Aquestes es van celebrar el setembre de 1943 i foren guanyades pel Destour (Partit Constitucional) i els seus aliats nacionalistes, dirigits pel rival d'Eddé, Bishar al-Khoury que fou elegit president per unanimitat (21 de setembre de 1943) amb el sunnita Riyad al-Sulh com a primer ministre. Una nova constitució que abolia el mandat francès i establia la plena independència del Líban fou redactada però Helleu la va refusar i vetar; tot i així la Cambra la va aprovar i el president la va signar.

## Crisi i independència del Líban
L'11 de novembre de 1943 el Delegat General de França Jean Helleu va dissoldre la Cambra dels diputats, va suspendre la nova constitució i la vella i va nomenar a Émile Eddé com a president de la República. Va acceptar tot i que havia votat amb el seu bloc parlamentari (el Bloc Nacional) la confiança al govern, a fi i efecte de no pas veure el país passar sota domini britànic. Pensava que la política de la Gran Bretanya s'arriscava a augmentar la influència de l'opció d'una unitat siriana en detriment de la independència del Líban i de cedir una part del sud del país, fins al riu Litani, a la futura llar jueva que s'hauria creat a Palestina. Tanmateix, reclamava la independència del Líban amb la garantia de França o de una altra potència democràtica o institució internacional. Va haver de dimitir el 22 de novembre de 1943 i Helleu per decret, va restablir Bishar al-Khoury en les seves funcions de President, així com Riyad al-Sulh com a primer ministre.

## Creació del Bloc Nacional
El 1946, prosseguí la seva lluita política i va transforma el seu moviment en partit polític, el Bloc Nacional Libanès. Participà en les eleccions legislatives de 1947 que van ser objecte d'un frau massiu per part del poder (que probablement també hauria guanyat igualment però sense prou majoria), que buscava guanyar les eleccions amb la finalitat de modificar la constitució per renovar el mandat del president al-Khoury, ja que la constitució no permetia un segon mandat.

## Mort i successió
Émile Eddé va morir el 27 de setembre de 1949. Unes exèquies populars imponents es van organitzar per retre-li homenatge. Els seus dos fils Raymond i Pierre van participar en la vida política del Líban. Van ser elegit, l'un i l'altre, diputats diverses vegades i van assumir responsabilitats ministerials en divers governs del Líban. Raymond el va succeir al capdavant del Bloc Nacional Libanès.